# Zvezdan (Name)
Zvezdan (kyrillisch: Звездан) ist ein männlicher Vorname, der in der ekavischen Aussprache vor allem in Serbien verbreitet ist. Der Name existiert auch in der ijekavischen Form als Zvjezdan bzw. Zvijezdan (mehrheitlich in Bosnien und Herzegowina, Kroatien und Montenegro) und in der ikavischen Variante als Zvizdan (sehr selten in Bosnien und Herzegowina und etwas häufiger in Kroatien).
Die weibliche Form ist dementsprechend Zvezdana, Zvjezdana, Zvijezdana und Zvizdana.

## Herkunft
Der Name leitet sich vom serbo-kroatischen Wort zvezda, zvijezda bzw. zvjezda und zvizda (dt. Stern) ab.

## Bekannte Namensträger
- Zvezdan Čebinac (1939–2012), jugoslawischer Fußballspieler
- Zvjezdan Cvetković (1960–2017), jugoslawischer Fußballspieler und -trainer
- Zvezdan Jovanović (* 1965), serbischer Scharfschütze und Mörder von Zoran Đinđić
- Zvjezdan Misimović (* 1982), bosnisch-herzegowinischer Fußballspieler serbischer Abstammung
- Zvezdan Mitrović (* 1970), montenegrinischer Basketballtrainer
- Zvezdan Pejović (* 1966), montenegrinischer Fußballspieler
- Zvjezdan Radin (* 1953), jugoslawischer Fußballspieler
- Zvezdan Terzić (* 1966), jugoslawischer Fußballspieler und ehemaliger Präsident des serbischen Fußballverbandes